# Banvou

Banvou este o comună în departamentul Orne, Franța. În 1 ianuarie 2022 avea o populație de 630 de locuitori.